# Юркас Сейтарідіс
Юркас Сейтарідіс (грец. Γιούρκας Σεϊταρίδης) (4 червня 1981, Пірей, Греція) — грецький футболіст; захисник виступав  зокрема за футбольний клуб «Панатінаїкос» та національної збірної Греції.

## Спортивна кар'єра
Юркас Сейтарідіс почав футбольну кар'єру у складі клубу ПАС міста Яніна. У віці 20 років перейшов в афінський «Панатінаїкос». У сезоні 2003—2004 став чемпіоном Греції і володарем національного кубку.
У 2004 році Юркаса Сейтарідіса придбав португальський клуб «Порту» і виграв разом з ним Міжконтинентальний кубок з футболу. Сезон по тому в московському «Динамо» почалася тотальна закупівля зірок, в яку потрапив і Сейтарідіс, ціна трансферу склала 10 мільйонів євро. Провівши за сезон кілька матчів, Юркас поставив питання про вихід із клубу. У мадридський «Атлетіко» Юркаса Сейтарідіса продали за 12 мільйонів євро в червні 2006 року.
У національній збірній Греції захисник дебютував в 2002 році і поїхав на фінальний турнір молодіжної команди. На Євро-2004 він виступав як основний гравець і успішно провів турнір, ставши його відкриттям. Грецька команда стала чемпіоном Європи, а Сейтарідіс додатково до цього потрапив до символічної збірної чемпіонату. Сейтарідіс вдало діє на позиції правого захисника, вміє і любить підключатися до атак, а також добре володіє пасом.
У 2009 році після конфлікту з Альваро Ресіною повернувся до «Панатінаїкосу».

## Досягнення
- Чемпіон Європи: 2004.
- Переможець Міжконтинентального Кубку: 2004.
- Чемпіон Греції: 2004, 2010.
- Володар Кубку Греції: 2004.
- Володар Суперкубку Португалії: 2004.